# Sedna (mitologia)

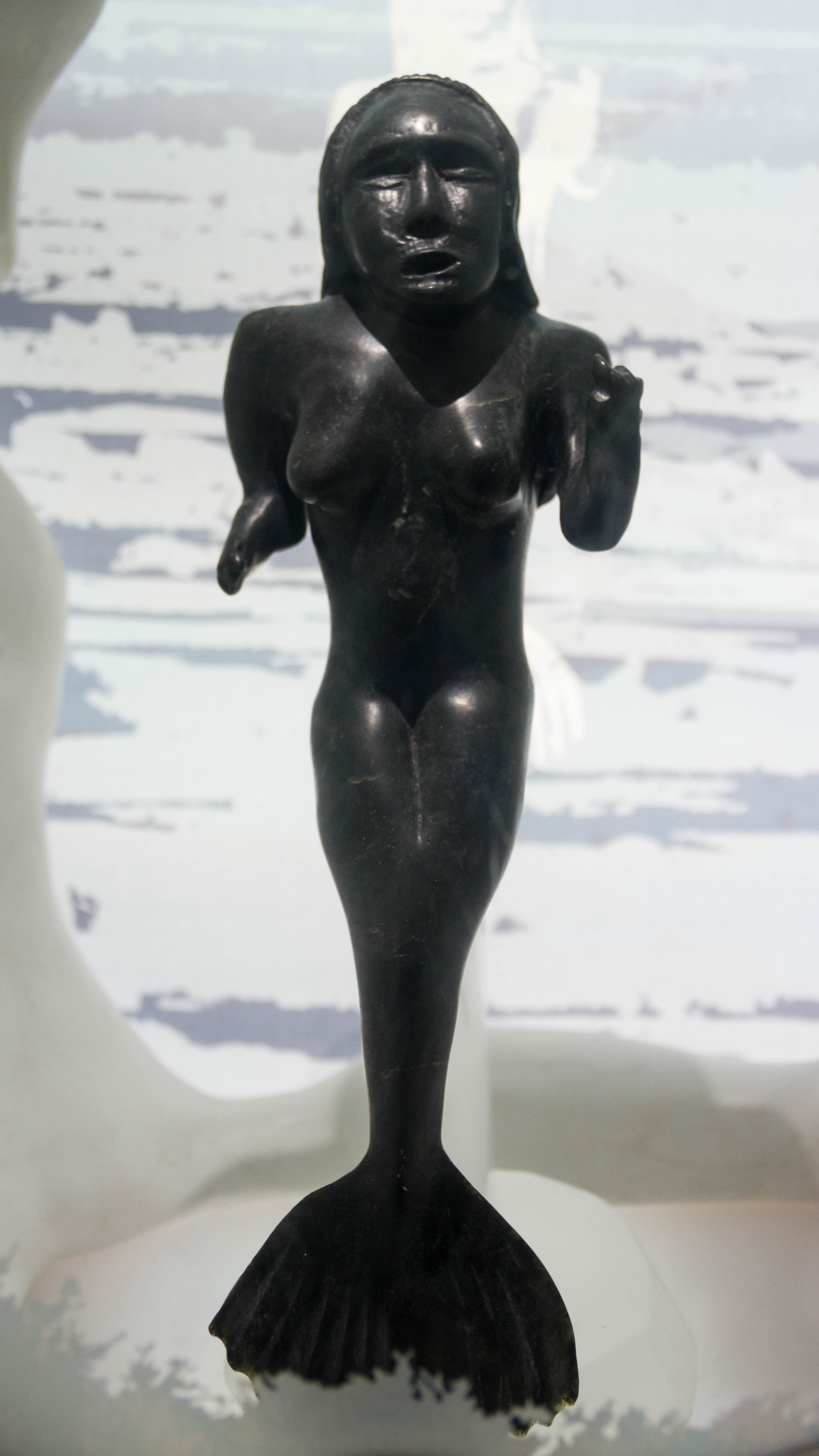

Sedna o Sanna (nelle lingue inuit: ᓯᑦᓇ Sitna, ᓯᐊᑦᓇ Siatna, ᓴᑦᓇ Satna, ᓴᓐᓇ Sanna) è la dea del mare degli inuit, che regola la vita degli animali marini e di conseguenza degli uomini, in quanto pescatori.

## La leggenda
La leggenda di Sedna fa parte della tradizione mitologica presso gli inuit, popolazione del Nord America.
Sedna, giovane e bellissima donna dalla natura di bimba, passa molto tempo a curarsi e truccarsi, alimentando una relazione col padre dai risvolti forse morbosi. Sedna non vuole crescere e separarsi dal padre, il quale alla fine si impone.

### Prima versione
Secondo una prima versione questi impone a Sedna di sposare un cane: si crede che gli antenati degli indiani e dei bianchi furono i suoi figli nati da quella unione. A fronte della pressione Sedna obbedisce dunque alla richiesta del padre, di qui il collegamento alla mitologia greca: Minosse beneficato da Poseidone, impone la potenza economica di Creta sul mar Egeo, e inorgoglito e avido rifiuta di sacrificare al Dio il toro immacolato da questi indicatogli e gli sacrifica invece un toro bianco e maculato. Poseidone, indignato, induce a Pasifae, moglie di Minosse, una insana passione per i tori, da cui nasce il Minotauro.

### Seconda versione
In una seconda versione, si presenta un altro essere inferiore, una procellaria, un uccello dalla livrea stupenda. Il padre concede perplesso la figlia al misterioso sposo. Ma dopo la separazione ella viene lasciata sola, su un isolotto ad aspettare il marito su una pelle di animale, tra la sporcizia e altre desolanti ombre di solitudine. Sedna è avvilita nella sua regalità e nutrita selvaticamente dal pretenzioso animale e decide di chiamare il padre a riprenderla con sé. Il padre ode il richiamo della figlia e si mette in mare per riportarla a casa. Sedna aspetta a riva esausta e speranzosa. I due si ritrovano e navigano per ore verso casa, ma all'improvviso Sedna vede all'orizzonte una macchia nera. È la procellaria, che vistasi privata della sposa, si vendica e una volta sopra la barca batte le ali con potenza, scatenando una tempesta. Il padre di Sedna capisce di aver rapito la moglie dell'uccello, e terrorizzato fa per riconsegnarla, la getta in acqua, ma Sedna, urlando e piangendo, si aggrappa con le mani sul bordo del kayak, finché il padre sopraffatto dalla paura, ne colpisce le falangi col remo, finché Sedna privata di appoggio, cala vinta tra i flutti in tempesta. La separazione dal padre e dall'animale si è finalmente consumata.
Sedna incontra il suo destino di dea del mare e degli abissi. Dalle dita recise si generarono foche, balene, trichechi e altri animali.

### Sedna, dea del mare
Negli abissi diviene spirito potente, dea con testa e tronco del corpo di donna e con la parte inferiore del corpo a coda di pesce (a volte viene rappresentata con volto di foca o con volto di donna e il resto del corpo a forma di pesce).
Per gli inuit mare e abissi sono nettamente distinguibili, per via della banchisa o di una superficie in tempesta, nonché della impossibilità a scendere in profondità. Per loro la superficie dell'esperienza è sufficiente per valutarne il significato e i contenuti profondi.
Sedna nel divenire dea ha maturato rancore nei confronti dell'umanità cieca di fronte all'importanza della giovinezza e della vanità e, quando vuole manifestare la sua ira, lo fa con tuoni, fulmini e violenti temporali, in definitiva increspando la superficie del mare. I cacciatori, per questo comportamento, la temono e per ingraziarsela inviano, tramite rituali sciamanici, un loro messaggero, che prima di ogni richiesta deve strigliare e intrecciare i lunghi capelli neri, che Sedna non può curare da sé, avendo perso le dita.
Solo quando Sedna è calma, libera i suoi sudditi animali per permettere agli eschimesi di nutrirsi e sostenere le loro famiglie.
I cacciatori, tuttora, quando catturano una foca o un tricheco versano dell'acqua dolce nella bocca del mammifero, in segno di ringraziamento nei confronti di Sedna. Questo rito risale ai tabù che gli eschimesi hanno per non irritare Sedna, la quale si offende se gli uomini commettono omicidi o trasgressioni sessuali. Sedna chiede anche di non cacciare e mangiare mai insieme carne e pesce.
Tra gli eschimesi Sedna è conosciuta come "quella lontana e in basso", oppure come donna delle profondità o colei che non vuole marito.

## Influenza culturale
A Sedna sono intitolati la Sedna Planitia su Venere e l'oggetto transnettuniano 90377 Sedna.